# Ладислав II Кан
Ласло или Ладислав (II) Кан (венг. Kán nembeli (II.) László; ? — 3 января 1278) — крупный венгерский магнат и землевладелец, воевода Трансильвании (1263—1264, 1275—1276) и королевский судья (1273).

## Биография
Представитель венгерского клана Кан. Один из трёх сыновей Ладислава I Кана, палатина Венгрии (1242—1246). У него было два брата, Юлиус и Миклош (архиепископ Эстергома), и одна сестра.
У Ладислава II от неизвестной жены было три сына: Ладислав III, Юлиус и Миклош. Один из них, Ладислав III Кан, воевода Трансильвании (1295—1314) стал одним из самых могущественных олигархов в период междуцарствия после смерти короля Андраша III и правил Трансильванией де-факто самостоятельно вплоть до своей смерти в 1315 году.
С 1263 по 1264 год Ладислав II Кан занимал пост воеводы Трансильвании (и, таким образом, был ишпаном комитата Сольнок), когда старший сын короля, герцог Иштван, управлял Трансильванией независимо от своего отца Белы IV, нося титул — герцог Трансильвании. Вначале Ладислав Кан поддерживал герцога Иштвана. В 1263 году он возглавил венгерскую армию в союзе с болгарским магнатом Яков Светославом в походе на византийские владения. Однако вместе со своим братом Юлием он перешёл на сторону короля Белы IV в 1264 году и возглавил поход через долину реки Марош, чтобы вторгнуться в Трансильванию, тем не менее он потерпел серьёзное поражение от армии Петера Чака под замком Дева, который функционировал как «Королевский замок» Иштвана.
Из-за своего предательства Ладислав Кан потерял своё полное политическое влияние после того, как состоялась коронация Иштвана V в 1270 году. Об этом сокращении политической власти свидетельствует тот факт, что он смог занять свой пост только после внезапной смерти короля, когда тот исполнял обязанности ишпана комитата Пожонь в 1272—1273 годах. Ладислав Кан был назначен на должность королевского судьи дважды в 1273 году, что было вторым высшим светским положением после палатина. Кроме того, он также выполнял функции ишпана комитата Баранья, Шебен и Банья. В 1275—1276 годах он был воеводой Трансильвании и ишпаном комитата Сольнок во второй раз.